# Canton de Sedan-3
Le canton de Sedan-3 est une circonscription électorale française du département des Ardennes, créée par le décret du 21 février 2014 et entrée en vigueur lors des élections départementales de 2015.

## Histoire
Un nouveau découpage territorial des Ardennes entre en vigueur en mars 2015, défini par le décret du 13 février 2014, en application des lois du 17 mai 2013 (loi organique 2013-402 et loi 2013-403). Les conseillers départementaux sont, à compter de ces élections, élus au scrutin majoritaire binominal mixte. Les électeurs de chaque canton élisent au Conseil départemental, nouvelle appellation du Conseil général, deux membres de sexe différent, qui se présentent en binôme de candidats. Les conseillers départementaux sont élus pour six ans au scrutin binominal majoritaire à deux tours, l'accès au second tour nécessitant 12,5 % des inscrits au premier tour. En outre la totalité des conseillers départementaux est renouvelée. Ce nouveau mode de scrutin nécessite un redécoupage des cantons dont le nombre est divisé par deux avec arrondi à l'unité impaire supérieure si ce nombre n'est pas entier impair, assorti de conditions de seuils minimaux. Dans les Ardennes, le nombre de cantons passe ainsi de 37 à 19. Le canton de Sedan-3 fait partie des dix nouveaux cantons du département, les neuf autres cantons portant la dénomination d'un ancien canton, mais avec des limites territoriales différentes.

## Représentation
| Période élective | Période élective | Mandat | Mandat   | Identité         | Nuance | Nuance | Qualité                                                                  |
| ---------------- | ---------------- | ------ | -------- | ---------------- | ------ | ------ | ------------------------------------------------------------------------ |
| 2015             | 2021             | 2015   | 2021     | Odile Berteloodt |        | LR     | Conseillère municipale de Sedan Vice-présidente du Conseil départemental |
| 2015             | 2021             | 2015   | 2021     | André Drouard    |        | LR     | Chef comptable retraité Maire de Balan (2001-2020)                       |
| 2021             | 2028             | 2021   | en cours | Odile Berteloodt |        | LR     | Conseillère sortante                                                     |
| 2021             | 2028             | 2021   | en cours | Alban Collinet   |        | DVD    | Maire de Balan                                                           |

### Résultats détaillés

#### Élections de mars 2015
À l'issue du 1er tour des élections départementales de 2015, deux binômes sont en ballottage : Odile Berteloodt et André Drouard (Union de la Droite, 39,23 %) et Christelle Choisy et Eric Samyn (FN, 30,62 %). Le taux de participation est de 43,99 % (3 817 votants sur 8 676 inscrits) contre 48,72 % au niveau départemental et 50,17 % au niveau national.
Au second tour, Odile Berteloodt et André Drouard (Union de la Droite) sont élus avec 64,34 % des suffrages exprimés et un taux de participation de 43,74 % (2 212 voix pour 3 795 votants et 8 676 inscrits).

#### Élections de juin 2021
Le premier tour des élections départementales de 2021 est marqué par un très faible taux de participation (33,26 % au niveau national). Dans le canton de Sedan-3, ce taux de participation est de 27,76 % (2 228 votants sur 8 027 inscrits) contre 31,87 % au niveau départemental. À l'issue de ce premier tour, deux binômes sont en ballottage : Odile Berteloodt et Alban Collinet (DVD, 53,21 %) et Véronique Dauchy et Éric Dureux (RN, 24,24 %).
Le second tour des élections est marqué une nouvelle fois par une abstention massive équivalente au premier tour. Les taux de participation sont de 34,3 % au niveau national, 32,73 % dans le département et 28,99 % dans le canton de Sedan-3. Odile Berteloodt et Alban Collinet (DVD) sont élus avec 100 % des suffrages exprimés (1 803 voix pour 2 328 votants et 8 029 inscrits),,.

## Composition
| Nom                           | Code Insee | Intercommunalité     | Superficie (km2) | Population (dernière pop. légale)               | Densité (hab./km2) | Modifier                                    |
| ----------------------------- | ---------- | -------------------- | ---------------- | ----------------------------------------------- | ------------------ | ------------------------------------------- |
| Sedan (bureau centralisateur) | 08409      | CA Ardenne Métropole | 16,28            | Fraction : 6 402 (2022) Commune : 16 727 (2022) | 1 027              | modifier les données · modifier les données |
| Balan                         | 08043      | CA Ardenne Métropole | 4,65             | 1 596 (2022)                                    | 343                | modifier les données · modifier les données |
| Bazeilles                     | 08053      | CA Ardenne Métropole | 37,49            | 2 459 (2022)                                    | 66                 | modifier les données · modifier les données |
| Daigny                        | 08136      | CA Ardenne Métropole | 2,85             | 358 (2022)                                      | 126                | modifier les données · modifier les données |
| Francheval                    | 08179      | CA Ardenne Métropole | 19,60            | 590 (2022)                                      | 30                 | modifier les données · modifier les données |
| Pouru-aux-Bois                | 08342      | CA Ardenne Métropole | 9,02             | 234 (2022)                                      | 26                 | modifier les données · modifier les données |
| Pouru-Saint-Remy              | 08343      | CA Ardenne Métropole | 10,19            | 1 129 (2022)                                    | 111                | modifier les données · modifier les données |
| Canton de Sedan-3             | 0816       |                      |                  | 12 768 (2022)                                   |                    | modifier les données                        |

Le canton de Sedan-3 comprend :
1. Sept communes entières,
2. La partie de la commune de Sedan non incluse dans les cantons de Sedan-1 et de Sedan-2.

## Démographie
En 2022, le canton comptait 12 768 habitants, en évolution de +1,53 % par rapport à 2016 (Ardennes : −2,97 %, France hors Mayotte : +2,11 %).
| 2013   | 2018   | 2022   |
| ------ | ------ | ------ |
| 13 149 | 12 423 | 12 768 |